# Sawin (Lublin)
Pour les articles homonymes, voir Sawin.
Sawin (prononciation : [ˈsavin]) est un village polonais de la gmina de Sawin dans le powiat de Chełm de la voïvodie de Lublin dans l'est de la Pologne.
Le village est le siège administratif (chef-lieu) de la gmina appelée gmina de Sawin .
Il se situe à environ 14 kilomètres au nord de Chełm (siège du powiat) et 61 kilomètres à l'est de Lublin (capitale de la voïvodie).
Le village comptait approximativement une population de 2 181 habitants en 2008.

## Histoire

### Communauté juive
La première synagogue a été construite à Sawin dans la rue Brzeska, dans le début des années 1880. Une deuxième synagogue a été construite en 1925, lorsque les 611 juifs vivant dans le village a représenté 48 % de la population totale. 

Il y avait 882 juifs vivant dans le village au début de la Seconde Guerre mondiale. Ils comprenaient 157 traders et vendeurs, 75 artisans et 250 ouvriers.
Le cimetière juif à la périphérie du village, sur la rue appelée Chuteckiej a été vandalisée en 1943. 

En 1999, Mordechai Holcblat, un natif de Sawin vivant en Israël, a redressé la clôture en bois. En 2001, Philip Goldstejn, un natif de Sawin vivant au Canada, et Mordechai Holcblat ont créé un mémorial de l'Holocauste sur une pierre apportée d'Israël. Ils ont nettoyé le cimetière et les pierres tombales restantes ont été remis en état.

### Holocauste
Au cours de la Seconde Guerre mondiale les nazis ont détruit les deux synagogues et ont créé un camp de travail forcé en novembre 1940 pour les juifs locaux et d'autres de Cracovie, de Tchécoslovaquie, de France, d'Autriche et de Yougoslavie. Ils ont construit des fossés de drainage dans le but d'amélioration de l'eau pour la région et plus tard ont été envoyés vers des camps d'extermination . Le camp de travail de Sawin avait entre 700 et 800 travailleurs juifs. et a été fermé le 9 décembre 1943, et les prisonniers ont dû réaliser une marche vers le camp d'extermination de Sobibor.

### Contemporain
De 1975 à 1998, le village est attaché administrativement à la voïvodie de Chełm.

Depuis 1999, il fait partie de la voïvodie de Lublin.